# Filips I van Courtenay
Filips I van Courtenay (1243 - Viterbo, 15 december 1283) was een zoon van Boudewijn II van Constantinopel en van Maria van Brienne. 
Op achtjarige leeftijd werd hij door zijn vader Boudewijn in pand gegeven aan de Venetiaanse firma Cà Ferro. Hij werd meegenomen naar de dogestad maar werd uiteindelijk vrijgekocht dankzij Alfons X van Castilië.
Nadien droeg Filips de titel van keizer van Constantinopel. Om de steun van Karel I van Napels te verwerven werd hij door zijn vader uitgehuwelijkt aan Karels dochter Beatrix. Zij kregen één kind, Catharina (1274-1307), die op haar beurt huwde met Karel van Valois. Deze bezorgde Filips een ruime rente.